# Алмаз Регента

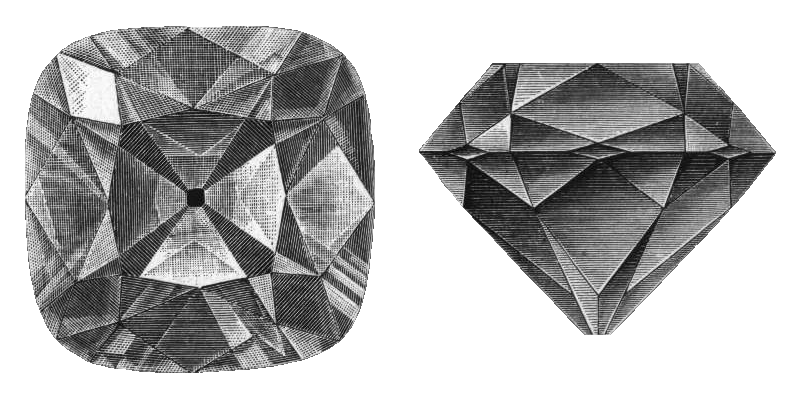
Алмаз Регента. Иллюстрация из энциклопедии «Nordisk familjebok»

Алмаз Регента или Питта, «Питт», или «Регент» — один из самых известных бриллиантов в мире, ныне хранящийся в Лувре. Масса — 140,64 карата.
Легенда гласит, что 400-каратовый камень был найден в 1701 году старателем-рабом на руднике, расположенном на берегу реки Кришны в районе приисков Голконды. Вывезен из Мадраса британским купцом Томасом Питтом, депутатом парламента, бывшим президентом Мадраса, а также дедом будущего премьер-министра Уильяма Питта-Старшего. Алмаз был продан регенту Филиппу II Орлеанскому — откуда он и получил своё название. До революции находился в собственности Бурбонов и был одним из наиболее ценных камней в их ювелирном собрании. В 1792 году вместе со многими другими драгоценностями был украден из Гард-Мёбль, куда была перенесена бывшая королевская сокровищница.
В отличие от Голубого французского алмаза, алмаз Регента был «вычислен» агентами французского правительства. Наполеон выкупил бриллиант, а лучшие ювелиры Парижа вправили камень в эфес его шпаги. Его вдова Мария-Луиза Австрийская вывезла камень из Франции. Впоследствии Габсбурги вернули камень Наполеону III, который велел вправить его в диадему своей супруги Евгении. С тех пор камень остаётся в собрании Лувра.